# Inga lallensis
Inga lallensis är en ärtväxtart som beskrevs av George Bentham. Inga lallensis ingår i släktet Inga och familjen ärtväxter. Inga underarter finns listade i Catalogue of Life.